# بطولة العالم تحت 17 سنة لكرة القدم 1995
بطولة العالم تحت 17 سنة لكرة القدم 1995 هي النسخة السادسة من المسابقة وأقيمت في مدن غواياكيل، وبورتوفييخو، وكيتو، وإيبارا، وكوينكا، وريوبامبا الإكوادورية في الفترة ما بين 3 و20 أغسطس 1995. كان بإمكان اللاعبين الذي ولدوا بعد 1 أغسطس 1978 المشاركة في المسابقة. كان من المقرر أن تستضيف الإكوادور بطولة العالم تحت 17 سنة لكرة القدم 1991، لكن نظراً لتفشي وباء الكوليرا نقلت تلك النسخة إلى إيطاليا.

## المنتخبات المتأهلة
أفريقيا (بطولة أفريقيا تحت 17 سنة لكرة القدم 1995)
- غانا
- غينيا
- نيجيريا

آسيا (بطولة آسيا تحت 17 سنة لكرة القدم 1994)
- اليابان
- عمان
- قطر

أوروبا (بطولة أوروبا تحت 16 سنة لكرة القدم 1995)
- ألمانيا
- إسبانيا
- البرتغال

أمريكا الشمالية (بطولة كونكاكاف تحت 17 سنة لكرة القدم 1994)
- كندا
- كوستاريكا
- الولايات المتحدة

أمريكا الجنوبية (بطولة أمريكا الجنوبية تحت 17 سنة لكرة القدم 1995)
- الأرجنتين
- البرازيل

أوقيانوسيا (مسابقة أوقيانوسيا التأهيلية تحت 17 سنة 1995)
- أستراليا

البلد المضيف (تأهل تلقائي)
- الإكوادور

## التشكيلات
للاطلاع على قائمة مكتملة عن تشكيلات البطولة، انظر تشكيلات بطولة العالم تحت 16 سنة لكرة القدم 1995.

## الحكام
| آسيا - حسين أصغري - أحمد حجي يعقوب أفريقيا - بيير مونغينغي - سعيد بلقولة كونكاكاف - أنتونيو ماروفو - رامش رمضان | أمريكا الجنوبية - روغر زامبرانو - إيبيفانيو غونزاليز - خوسيه لويس دا روسا أوروبا - فريتس ستوشليك - هارتموت شترامبه - ليزلي إيرفاين - فاسيل ميلنيتشوك أوقيانوسيا - باري تاسكر |

## المباريات

### المجموعة أ
| فريق             | لعب | ف | ت | خ | له | عليه | ف.أ | نقاط |
| ---------------- | --- | - | - | - | -- | ---- | --- | ---- |
| غانا             | 3   | 3 | 0 | 0 | 5  | 1    | +4  | 9    |
| الإكوادور        | 3   | 1 | 1 | 1 | 3  | 2    | +1  | 4    |
| اليابان          | 3   | 1 | 1 | 1 | 2  | 2    | 0   | 4    |
| الولايات المتحدة | 3   | 0 | 0 | 3 | 1  | 6    | −5  | 0    |

| الإكوادور                          | 2–0     | الولايات المتحدة |
| ---------------------------------- | ------- | ---------------- |
| لويس موريرا 31' · إكسون كوروزو 83' | (تقرير) |                  |

| غانا            | 1–0     | اليابان |
| --------------- | ------- | ------- |
| ديني كامارا 70' | (تقرير) |         |

| الإكوادور         | 1–2     | غانا                           |
| ----------------- | ------- | ------------------------------ |
| فيليكس أنخولو 32' | (تقرير) | بابا سولي 6' · بشيرو غامبو 68' |

| الولايات المتحدة  | 1–2     | اليابان                                    |
| ----------------- | ------- | ------------------------------------------ |
| جورجي ريدموند 60' | (تقرير) | كوتارو يامازاكي 49' · ناوهيرو تاكاهارا 86' |

| الإكوادور | 0–0     | اليابان |
| --------- | ------- | ------- |
|           | (تقرير) |         |

| الولايات المتحدة | 0–2     | غانا                             |
| ---------------- | ------- | -------------------------------- |
|                  | (تقرير) | أبو إدريسو 35' · تشارلز أكوي 65' |

### المجموعة ب
| فريق      | لعب | ف | ت | خ | له | عليه | ف.أ | نقاط |
| --------- | --- | - | - | - | -- | ---- | --- | ---- |
| الأرجنتين | 3   | 3 | 0 | 0 | 7  | 0    | +7  | 9    |
| البرتغال  | 3   | 1 | 0 | 2 | 5  | 6    | −1  | 3    |
| غينيا     | 3   | 1 | 0 | 2 | 3  | 6    | −3  | 3    |
| كوستاريكا | 3   | 1 | 0 | 2 | 2  | 5    | −3  | 3    |

| الأرجنتين                                        | 3–0     | البرتغال |
| ------------------------------------------------ | ------- | -------- |
| فرناندو غاتي 5' · سيزار لا باليا 19'، 88' (ر.ج.) | (تقرير) |          |

| كوستاريكا                            | 2–0     | غينيا |
| ------------------------------------ | ------- | ----- |
| نلسون فونسيكا 80' · أندري كامبوس 87' | (تقرير) |       |

| البرتغال          | 2–3     | غينيا                                                            |
| ----------------- | ------- | ---------------------------------------------------------------- |
| زيفيرينو 11'، 26' | (تقرير) | عثمان بانغورا 30' · إبراهيما كونتي 48' (ركلة.) · سليمان كيتا 65' |

| الأرجنتين                           | 2–0     | كوستاريكا |
| ----------------------------------- | ------- | --------- |
| لويس كاسيريو 62' · فرناندو غاتي 79' | (تقرير) |           |

| البرتغال                       | 3–0     | كوستاريكا |
| ------------------------------ | ------- | --------- |
| فارغاس 88'، 90+1' · أدولفو 89' | (تقرير) |           |

| الأرجنتين                            | 2–0     | غينيا |
| ------------------------------------ | ------- | ----- |
| سيكستو بيرالتا 18' · بابلو أيمار 26' | (تقرير) |       |

### المجموعة ج
| فريق     | لعب | ف | ت | خ | له | عليه | ف.أ | نقاط |
| -------- | --- | - | - | - | -- | ---- | --- | ---- |
| نيجيريا  | 3   | 2 | 1 | 0 | 5  | 2    | +3  | 7    |
| أستراليا | 3   | 1 | 1 | 1 | 5  | 4    | +1  | 4    |
| إسبانيا  | 3   | 1 | 1 | 1 | 4  | 4    | 0   | 4    |
| قطر      | 3   | 0 | 1 | 2 | 1  | 5    | −4  | 1    |

| نيجيريا             | 1–1     | قطر            |
| ------------------- | ------- | -------------- |
| إدوارد أنيامكيغ 37' | (تقرير) | جاويد غلام 39' |

| أستراليا              | 2–2     | إسبانيا                              |
| --------------------- | ------- | ------------------------------------ |
| دانييل ألسوب 16'، 73' | (تقرير) | خيسوس دوارتي 55' (ركلة.) · ميستا 73' |

| نيجيريا                                  | 2–0     | أستراليا |
| ---------------------------------------- | ------- | -------- |
| إدوارد أنيامكيغ 59' · جيمس أوبيورا 90+3' | (تقرير) |          |

| قطر | 0–1     | إسبانيا         |
| --- | ------- | --------------- |
|     | (تقرير) | جوردي فيرون 83' |

| قطر | 0–3     | أستراليا                                      |
| --- | ------- | --------------------------------------------- |
|     | (تقرير) | هاري كيول 43' (ركلة.) · دانييل ألسوب 48'، 56' |

| نيجيريا                                  | 2–1     | إسبانيا                  |
| ---------------------------------------- | ------- | ------------------------ |
| جيمس أوبيورا 48' · هنري أونووزورويكي 84' | (تقرير) | خيسوس دوارتي 57' (ركلة.) |

### المجموعة د
| فريق     | لعب | ف | ت | خ | له | عليه | ف.أ | نقاط |
| -------- | --- | - | - | - | -- | ---- | --- | ---- |
| البرازيل | 3   | 2 | 1 | 0 | 5  | 0    | +5  | 7    |
| عمان     | 3   | 2 | 1 | 0 | 5  | 1    | +4  | 7    |
| ألمانيا  | 3   | 1 | 0 | 2 | 3  | 6    | −3  | 3    |
| كندا     | 3   | 0 | 0 | 3 | 1  | 7    | −6  | 0    |

| البرازيل                                | 3–0     | ألمانيا |
| --------------------------------------- | ------- | ------- |
| جيمي 39' · كارلوس ألبرتو 54' · جوان 63' | (تقرير) |         |

| عمان                              | 2–1     | كندا              |
| --------------------------------- | ------- | ----------------- |
| محمد عامر الكثيري 43'، 62' (ر.ج.) | (تقرير) | باتريس بيرنير 70' |

| البرازيل | 0–0     | عمان |
| -------- | ------- | ---- |
|          | (تقرير) |      |

| ألمانيا                                                  | 3–0     | كندا |
| -------------------------------------------------------- | ------- | ---- |
| داميان بريزينا 23' · تيمو روست 68' · ألكساندر بوغيرا 73' | (تقرير) |      |

| ألمانيا | 0–3     | عمان                                                      |
| ------- | ------- | --------------------------------------------------------- |
|         | (تقرير) | محمد عامر الكثيري 4' (ركلة.) · تقي مبارك السيابي 81'، 87' |

| البرازيل             | 2–0     | كندا |
| -------------------- | ------- | ---- |
| بيل 2' · إدواردو 46' | (تقرير) |      |

## مرحلة خروج المغلوب
|  | ربع النهائي           | ربع النهائي         |                       |      | نصف النهائي   | نصف النهائي   |  |  | النهائي             | النهائي |
|  |                       |                     |                       |      |               |               |  |  |                     |         |
|  | 12 أغسطس – كيتو       |                     |                       |      |               |               |  |  |                     |         |
|  |                       |                     |                       |      |               |               |  |  |                     |         |
|  | غانا                  | 2                   |                       |      |               |               |  |  |                     |         |
|  | غانا                  | 2                   | 17 أغسطس – بورتوفييخو |      |               |               |  |  |                     |         |
|  | البرتغال              | 0                   |                       |      |               |               |  |  |                     |         |
|  | البرتغال              | 0                   | غانا                  | 3    |               |               |  |  |                     |         |
|  | 13 أغسطس – بورتوفييخو |                     | غانا                  | 3    |               |               |  |  |                     |         |
|  |                       | عمان                | 1                     |      |               |               |  |  |                     |         |
|  | عمان                  | عمان                | 1                     | 2    |               |               |  |  |                     |         |
|  | عمان                  |                     | 20 أغسطس – غواياكيل   | 2    |               |               |  |  |                     |         |
|  | نيجيريا               | 1                   |                       |      |               |               |  |  |                     |         |
|  | نيجيريا               | 1                   | غانا                  | 3    |               |               |  |  |                     |         |
|  | 12 أغسطس – غواياكيل   |                     | غانا                  | 3    |               |               |  |  |                     |         |
|  |                       | البرازيل            | 2                     |      |               |               |  |  |                     |         |
|  | الأرجنتين             | البرازيل            | 2                     | 3    |               |               |  |  |                     |         |
|  | الأرجنتين             | 17 أغسطس – غواياكيل |                       | 3    |               |               |  |  |                     |         |
|  | الإكوادور             | 1                   |                       |      |               |               |  |  |                     |         |
|  | الإكوادور             | 1                   | البرازيل              | 3    | المركز الثالث | المركز الثالث |  |  |                     |         |
|  | 13 أغسطس – بورتوفييخو |                     | البرازيل              | 3    | المركز الثالث | المركز الثالث |  |  |                     |         |
|  |                       | الأرجنتين           | 0                     |      |               |               |  |  |                     |         |
|  | البرازيل              | الأرجنتين           | 0                     | 3    | الأرجنتين     | 2             |  |  |                     |         |
|  | البرازيل              |                     |                       | 3    | الأرجنتين     | 2             |  |  |                     |         |
|  | أستراليا              | 1                   |                       | عمان | 0             |               |  |  |                     |         |
|  | أستراليا              | 1                   |                       |      | 0             |               |  |  |                     |         |
|  |                       |                     |                       |      |               |               |  |  | 20 أغسطس – غواياكيل |         |
|  |                       |                     |                       |      |               |               |  |  |                     |         |

### ربع النهائي
| غانا                                         | 2–0     | البرتغال |
| -------------------------------------------- | ------- | -------- |
| إيمانويل بنتيل 12' · أتاكورا أمانيامبونغ 87' | (تقرير) |          |

| نيجيريا                     | 1–2     | عمان                                    |
| --------------------------- | ------- | --------------------------------------- |
| تشييدو تشوكويكي 13' (ركلة.) | (تقرير) | محمد عامر الكثيري 32' · هاني الضابط 49' |

| البرازيل                                    | 3–1     | أستراليا         |
| ------------------------------------------- | ------- | ---------------- |
| رودريغو 14' · كليبر 65' · ماركو أنتونيو 75' | (تقرير) | دانييل ألسوب 32' |

| الأرجنتين                                                       | 3–1     | الإكوادور       |
| --------------------------------------------------------------- | ------- | --------------- |
| فيكتور ميركادو 36' (هـ.ذ.) · بابلو أيمار 46' · فرناندو غاتي 66' | (تقرير) | دييغو أيالا 86' |

### نصف النهائي
| غانا                                              | 3–1     | عمان                  |
| ------------------------------------------------- | ------- | --------------------- |
| جوزيف أنساه 38' · ديني كامرا 54' · أبو إدريسو 72' | (تقرير) | محمد عامر الكثيري 67' |

| الأرجنتين | 0–3     | البرازيل                            |
| --------- | ------- | ----------------------------------- |
|           | (تقرير) | رودريغو 74' · روتشا 88' · فابيو 90' |

### مباراة المركز الثالث
| عمان | 0–2     | الأرجنتين                               |
| ---- | ------- | --------------------------------------- |
|      | (تقرير) | فرناندو غاتي 20' · إستيبان كامبياسو 71' |

### النهائي
| غانا                                                | 3–2     | البرازيل                     |
| --------------------------------------------------- | ------- | ---------------------------- |
| بابا سولي 39' · أبو إدريسو 45' · إيمانويل بنتيل 49' | (تقرير) | جوان 47' · ماركو أنتونيو 90' |

## البطل
| بطل بطولة العالم تحت 17 سنة لكرة القدم 1995 |
| ------------------------------------------- |
| · غانا · للمرة الثانية                      |

## مسجلي الأهداف
نال دانييل ألسوب لاعب أستراليا جائزة الحذاء الذهبي لتسجيله خمسة أهداف بالتساوي مع محمد عامر الكثيري لاعب عمان. سجل 84 هدفاً في المجمل عن طريق 57 لاعب مختلف، بما فيها هدف واحد سجل بالخطأ.
5 أهداف
- دانييل ألسوب
- محمد عامر الكثيري

4 أهداف
- فرناندو غاتي

3 أهداف
- أبو إدريسو

هدفين
| - سيزار لا باليا - بابلو أيمار - جوان - ماركو أنتونيو - رودريغو | - بابا سولي - ديني كامارا - إيمانويل بنتيل - إدوارد أنيامكيغ - جيمس أوبيورا | - تقي مبارك السيابي - فارغاس - زيفيرينو - خيسوس دوارتي |

هدف
| - إستيبان كامبياسو - لويس كاسيريو - سيكستو بيرالتا - هاري يكيول - بيل - كارلوس ألبرتو - جيمي - إدواردو - فابيو - كليبر - روتشا - باتريس بيرنير - أندري كامبوس - نلسون فونسيكا | - دييغو أيالا - إكسون كوروزو - فيليكس أنخولو - لويس موريرا - ألكساندر بوغيرا - داميان بريزينا - تيمو روست - أتاكورا أمانيامبونغ - بشيرو غامبو - تشارلز أكوي - جوزيف أنساه - إبراهيما كونتي | - عثمان بانغورا - سليمان كيتا - كوتارو يامازاكي - ناوهيرو تاكاهارا - تشييدو تشوكويكي - هنري أونووزورويكي - هاني الضابط - أدولفو - جاويد غلام - جوردي فيرون - ميستا - جورجي ريموند |

هدف ذاتي
- فيكتور ميركادو (لعب ضد الأرجنتين)

## الترتيب النهائي
| رتبة                      | فريق             | لعب | ف | ت | خ | له | عليه | ف.أ | نقاط |
| ------------------------- | ---------------- | --- | - | - | - | -- | ---- | --- | ---- |
| 1                         | غانا             | 6   | 6 | 0 | 0 | 13 | 4    | +9  | 18   |
| 2                         | البرازيل         | 6   | 4 | 1 | 1 | 13 | 3    | +10 | 13   |
| 3                         | الأرجنتين        | 6   | 5 | 0 | 1 | 12 | 4    | +8  | 15   |
| 4                         | عمان             | 6   | 3 | 1 | 2 | 8  | 7    | +1  | 10   |
| الخروج من ربع النهائي     |                  |     |   |   |   |    |      |     |      |
| 5                         | نيجيريا          | 4   | 2 | 1 | 1 | 6  | 4    | +2  | 7    |
| 6                         | أستراليا         | 4   | 1 | 1 | 2 | 6  | 7    | –1  | 4    |
| 7                         | الإكوادور        | 4   | 1 | 1 | 2 | 4  | 5    | –1  | 4    |
| 8                         | البرتغال         | 4   | 1 | 0 | 3 | 5  | 8    | –3  | 3    |
| الخروج من مرحلة المجموعات |                  |     |   |   |   |    |      |     |      |
| 9                         | إسبانيا          | 3   | 1 | 1 | 1 | 4  | 4    | 0   | 4    |
| 10                        | اليابان          | 3   | 1 | 1 | 1 | 2  | 2    | 0   | 4    |
| 11                        | ألمانيا          | 3   | 1 | 0 | 2 | 3  | 6    | –3  | 3    |
| 11                        | غينيا            | 3   | 1 | 0 | 2 | 3  | 6    | –3  | 3    |
| 13                        | كوستاريكا        | 3   | 1 | 0 | 2 | 2  | 5    | –3  | 3    |
| 14                        | قطر              | 3   | 0 | 1 | 2 | 1  | 5    | –4  | 1    |
| 15                        | الولايات المتحدة | 3   | 0 | 0 | 3 | 1  | 6    | –5  | 0    |
| 16                        | كندا             | 3   | 0 | 0 | 3 | 1  | 7    | –6  | 0    |

## روابط خارجية
- كأس العالم تحت 17 سنة الإكوادور 1995 FIFA، FIFA.com
- تقرير فيفا التقني (الجزء 1)، (الجزء 2) و (الجزء 3)